# Thánh nữ

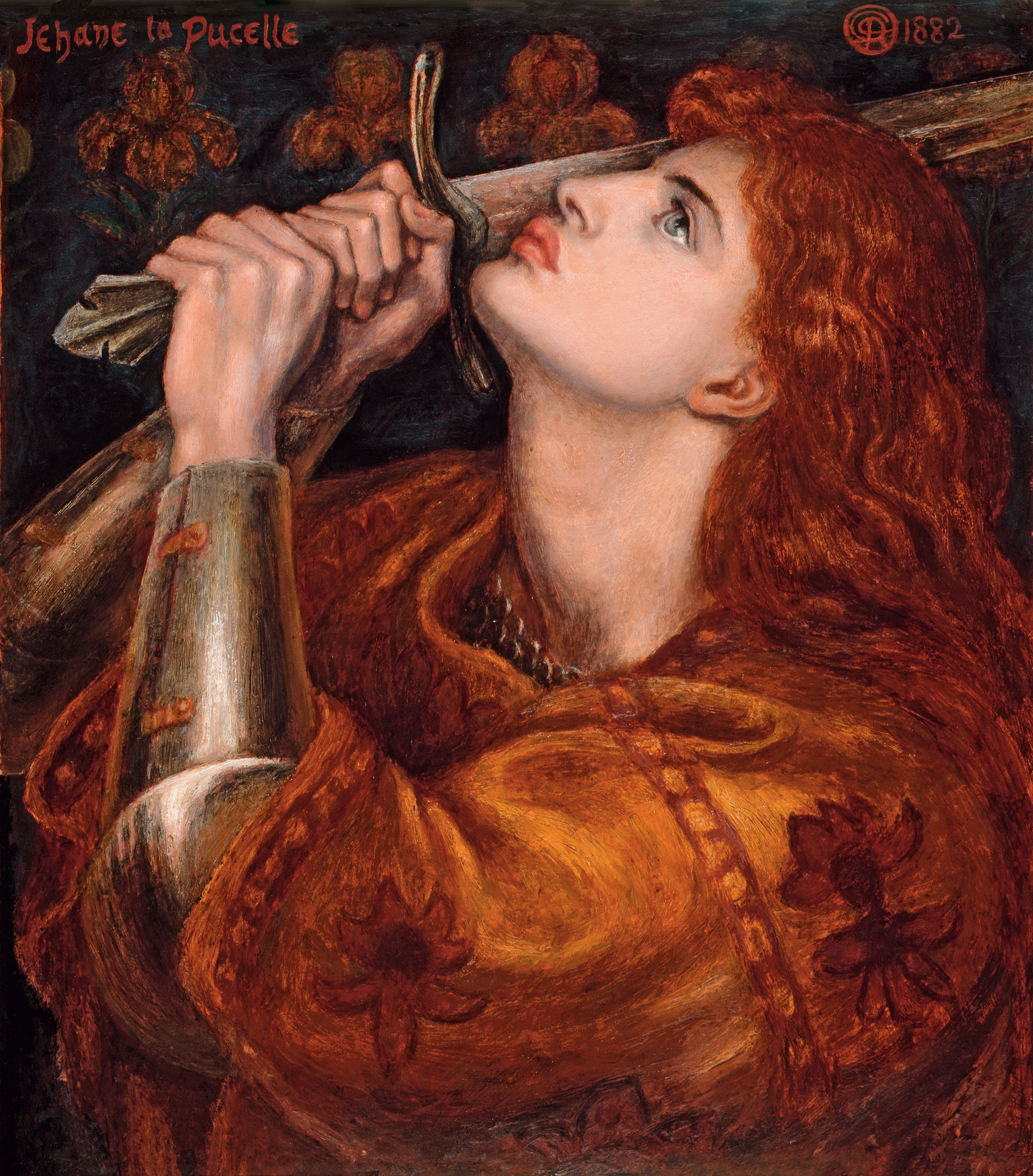
Thánh nữ Jeanne d'Arc

Trong Thánh giáo, Thánh nữ là những người phụ nữ trẻ trinh nguyên sẵn sàng tử vì đạo, được nhắc nhiều trong Ki-tô giáo và Công giáo. Các Thánh nữ thường có tâm hồn cao đẹp và có vai trò quan trọng trong việc giáo hóa dân chúng. Các Thánh nữ cũng có thể coi như những nữ tu sĩ trẻ trong các nhà thờ. Họ cũng thường gắn liền với các giai đoạn lịch sử thời Trung Cổ ở Châu Âu. Ngoài ra Thánh nữ cũng xuất hiện trong tín ngưỡng thờ Mẫu Việt Nam nhưng thường được gọi là Thánh Cô. 

## Danh sách các vị Thánh nữ
- Thánh Cecilia
- Thánh Têrêsa
- Thánh Lucia
- Thánh Brigitta